# Begur
Begur település Spanyolországban, Girona tartományban. Begur Pals, Palafrugell és Regencós községekkel határos. Lakosainak száma 4245 fő (2024).

## Népesség
A település népessége az elmúlt években az alábbi módon változott:
| Lakosok száma | 902  | 1761 | 1357 | 1505 | 2513 | 3861 | 4258 | 3994 | 3925 | 4245 |
|               | 1717 | 1887 | 1936 | 1960 | 1986 | 2004 | 2009 | 2014 | 2019 | 2024 |